# Mustajärvi (sjö i Kuhmo, Kajanaland)
Mustajärvi är en sjö i kommunen Kuhmo i landskapet Kajanaland i Finland. Arean är 48 hektar och strandlinjen är 8,33 kilometer lång. Sjön  ingår i Uleälvens huvudavrinningsområde.   Den ligger omkring 79 kilometer öster om Kajana och omkring 500 kilometer nordöst om Helsingfors. 
I sjön finns ön Kuikkasaari. 